# Hasley (Lüdenscheid)
Hasley ist die Bezeichnung eines Stadtteils und gehört zum statistischen Bezirk 02 (Ramsberg / Hasley / Baukloh) von der Kreisstadt Lüdenscheid im westlichen Sauerland, Nordrhein-Westfalen. Der Ortsteil und der statistische Bezirk liegen südlich der Innenstadt von Lüdenscheid.

## Bildungseinrichtungen

### Förderschule „Friedensschule“
An der Freiherr-vom-Stein-Straße 50 besteht bereits seit einigen Jahrzehnten die städtische Förderschule Friedensschule. Der Förderschwerpunkt liegt bei dieser Schule beim Lernen.

### Kindertagesstätte der Arbeiterwohlfahrt (AWO) „Am Sonnenhang“
In der Straße „Am Sonnenhang 8“, in unmittelbarer Nähe zum alten Amtsgericht, besteht bereits die AWO-Kindertagesstätte „Am Sonnenhang“. Das Gebäude der Kita steht lt. ihrer eigenen Beschreibung auf einem überschaubaren Grundstück in einer verkehrsberuhigten Sackgasse. Umgeben ist das Haus sowohl von Jugendstilvillen, Mehrfamilien- und Einfamilienhäusern. Angrenzend befindet sich das ehemalige Areal der Kinderklinik. Nicht weit von der Einrichtung entfernt befinden sich außerdem zwei öffentliche Spielplätze, das Waldgebiet „Nurre“ und die Innenstadt. Das Gebäude ist hell, mit vielen Holzelementen versehen und bietet viel Raum für unterschiedliche Aktivitäten der Kinder. Insgesamt besuchen 40 Kinder die Kindertagesstätte. In der U3 Gruppe sind insgesamt 20 Kinder, davon 6 Kinder im Alter von 2 Jahren.

### Kindertagesstätte des SOS-Kinderdorf
Seit Mitte Dezember 2012 wurde ein städtisches Gebäude an der Freiherr-vom-Stein-Straße 27 als einer von fünf Standorten für neue U3-Gruppen geprüft. Das Gebäude war vorher das ehemalige Domizil des Kinderschutzbundes gewesen.
Am Montag, den 21. Januar 2013, erschien ein Bericht in den Lüdenscheider Nachrichten, aus dem hervorging, dass die Neueröffnung von einem Kindergarten an der Freiherr-vom-Stein-Straße in Planung war.
Nachdem in den Tagen zuvor intensiv nach einem Träger für die neue Kindertagesstätte im ehemaligen Domizil des Kinderschutzbundes gesucht wurde, schlug die Verwaltung der Stadt Lüdenscheid dem Jugendhilfeausschuss, der am 29. Januar um 17 Uhr im Ratssaal tagte, das SOS-Kinderdorf als Träger vor. Insgesamt sind in der neuen Kita an der Freiherr-vom-Stein-Straße zwei Gruppen mit 40 Plätzen, davon 12 für Kinder unter drei Jahren entstanden.
Am 29. Januar 2013 stimmte der Jugendhilfeausschuss der Verwaltungsvorlage einhellig zu, dass das SOS-Kinderdorf der Träger für die neue Kindertagesstätte an der Freiherr-vom-Stein-Straße 27 ist.
Ende Oktober 2013 erschien ein Bericht in den Lüdenscheider Nachrichten, dass im Frühjahr 2014 in dem grundsanierten Gebäude an der Freiherr-vom Stein-Straße 27 unter Regie des SOS-Kinderdorfes eine Kita mit 40 Plätzen eröffnet. Das Gebäude war von 1912 bis 1976 ein Kinderheim gewesen. Danach wurde das Haus als Domizil von mehreren Vereinen genutzt. Ein zweites Treppenhaus ist in dem Gebäude ebenfalls neu entstanden. Es wurden neue Küchen, Kinderküchen, ein Speisenaufzug, Waschräume, Gymnastikräume, hohe und helle Gruppenräume, Büros und Beratungszimmer in dem Haus eingerichtet. Das Projekt wurde von einem bekannten Lüdenscheider Investor finanziert.
Zehn der 40 Plätze sind für Kinder im Alter von unter drei Jahren vorgesehen. Anmeldungen wurden – gerade für diese Altersgruppe – bis zum 15. Dezember 2013 bei der neuen Kindertagesstätte entgegengenommen. Die offizielle Eröffnung der Kindertagesstätte fand am 14. April 2014 statt. Die Öffnungszeiten liegen größtenteils bei 35 und 45 Stunden. Die Kindertagesstätte will sich ganz nach den Elternwünschen richten. Insgesamt arbeiten seit dem 14. April 2014 sechs Erzieherinnen und eine Küchenkraft in dem denkmalgeschützten Haus.
Die neuen Gruppenetagen haben „Bärenhöhle“ und „Fuchsbau“ als Namen bekommen. Außerdem sind in dem Gebäude eine Profiküche im Keller, eigene Kinderküchen pro Etage und ein Speisenaufzug neu entstanden. Zudem konnte der denkmalgeschützte alter Waschraum im Keller erhalten bleiben.

### Waldorfkindergarten
Ein weiterer Kindergarten ist der Waldorfkindergarten Lüdenscheid e. V. Er ist in einer denkmalgeschützten Villa untergebracht. Der Kindergarten ist lt. seiner Beschreibung eine Elterninitiative und lebt daher vom Engagement der Eltern. In dem Kindergarten gibt es zwei Gruppen für Kinder im Alter von drei bis sechs Jahren und eine Gruppe im Alter von einem bis drei Jahren. Außerdem wird in der Einrichtung „integrativ“ gearbeitet. Die U3 - Gruppe bietet Platz für 10 Kinder und die beiden Regelgruppen bieten Platz für bis zu 25 Kinder.
Aus einem Bericht der Lüdenscheider Nachrichten vom 17. April 2013 wurde bekannt, dass der Waldorfkindergarten in den Sommerferien von 2013 neue Heizkörper für 31.000 Euro erhalten soll.

## Infrastruktur

### Allgemein
Südlich der Innenstadt im Stadtteil Hasley entstanden durch die kurzen Fußwege zu den Einkaufsmöglichkeiten und den medizinischen Einrichtungen der Innenstadt eine Vielzahl von Mehrfamilienhäusern mit altengerechten Wohnungen. Teilweise wird sogar Betreutes Wohnen in den Wohnanlagen angeboten.

### Geplante Kleinbuslinie
Durch die massiven Steigungen vom Hasley zur Innenstadt gibt es allerdings für ältere Bewohner diverse Schwierigkeiten die Innenstadt von Lüdenscheid zu erreichen. Dem sollte entgegengesteuert werden, indem eine Kleinbuslinie den Stadtteil Hasley mit der Innenstadt verbunden hätte. Die Buslinie hätte ca. 10 Haltestellen auf ihrem Linienweg angesteuert. Aufgrund der ungesicherten Finanzierung wurde das Projekt jedoch vorerst wieder aufgegeben. Stattdessen wird momentan überlegt einen Lebensmittelbestellservice für die älteren Bewohner des Hasley einzurichten. Vorher war dieser obere Teil des Hasley größtenteils durch die Flächen und Gebäude von ehemaligen Industriebetrieben geprägt worden.
Nachdem es recht ruhig um das Projekt der Kleinbuslinie für den Stadtteil Hasley geworden war, erschien am 24. Januar 2013 ein Bericht in den Lüdenscheider Nachrichten, dass es nach wie vor Planungen für eine passende ÖPNV-Erschließung des Hasley gebe. Im Rahmen dieser Planungen könnte es auch zu einer Kombination mit dem Projekt „City-E-Shuttle“ der Energiewende-Gruppe Lüdenscheid/MK kommen. In diesem neuen Projekt wird überlegt, ob auch Elektrobusse (E-Busse) einen neuen Linienweg im Hasley zumindest teilweise übernehmen könnten.

### Komplex der ehemaligen Kinderklinik
Die ehemaligen Gebäude der Kinderklinik an der Hohfuhrstraße wurden im Jahr 2013 abgerissen. 2007 war die Kinderklinik bereits auf das Gebiet der Kliniken Lüdenscheid in Hellersen umgezogen. Im Mai 2011 folgte ihr die Kinder- und Jugendpsychiatrie auf das Gebiet der Kliniken Lüdenscheid. Eine Lüdenscheider Immobilienfirma soll das 28.000 Quadratmeter große Gelände „sobald wie möglich für anspruchsvolle Wohnbebauung“ aufbereiten und stückweise „an individuelle Bauherrn“ verkaufen. Der Chef der Immobilienfirma geht davon aus, dass dies bis April 2013 geschehen könnte. Es solle dann auf dem Gelände eine Art von „Generationen-Park“ entstehen, der einen Mix aus Ein- und Mehrfamilien-Häusern aufweisen soll.
Am Samstag, den 19. Januar 2013, erschien ein Bericht in den Lüdenscheider Nachrichten, aus dem hervorging, dass es teilweise massive Kritik an den relativ hohen Preisen der neuen Häuser auf dem Kinderklinikgelände gibt. Es wird spekuliert, dass ein mittleres Wohnobjekt mitunter um die 500.000 Euro kosten könnte. Daraufhin wurde in einer Informationsveranstaltung der Vorwurf geäußert, dass die neuen Häuser nur für „die Oberschicht“ bezahlbar seien und „die Mittelschicht“ verdrängt werde. Als Antwort auf die Frage, wer in den neuen Häusern aufgrund der relativ hohen Preise wohnen solle, wurde von einem Architekten und gleichzeitig Mitglied der städtischen CDU geäußert, dass die Häuser zum Beispiel für „junge Unternehmer“ und „Unternehmensnachfolger“ denkbar seien. Der an dem Projekt beteiligte Immobilienunternehmer verwies auf „preisgünstigere Wohn-Alternativen“, wie etwa am Vogelberg.

### Weitere Neubauten im Stadtteil
Eines der weiteren Projekte im Hasley war beispielsweise die Bebauung der etwa 5500 Quadratmeter Industriebrache des früheren Assmann-Komplexes, das von der Hasleystraße auf der einen und von der Gartenstraße auf der anderen Seite eingerahmt ist. Im Jahr 2009 wurden hier die Reste der Fabrik komplett entfernt. Bis 2010 entstanden hier sechs Gebäudekörper in aufgelockerter Bauweise und zwar als öffentlich geförderter Wohnraum. Durch das Projekt entstanden insgesamt 60 bis 70 neue Wohnungen im Stadtteil Hasley. Die flachen Pultdächer mit etwa sechs Grad Dachneigung sind nach Süden ausgerichtet und könnten Solarkollektoren zur Warmwasseraufbereitung aufnehmen, trotzdem bleibt angesichts der Dachflächen Platz für Photovoltaik. Zusammen mit der Beheizung über Wärmepumpen komme der Energiestandard dem Verbrauch von Passiv-Häusern sehr nahe, allerdings noch mit aktiver Heizung und Lüftung. Neben der aufgelockerten Bebauung wurde deutlich mehr Grün in das Umfeld integriert. Eine Tiefgarage mit 30 bis 35 Plätzen und eine barrierefreies Fußwegenetz zum Sauerfeld bzw. der Freiherr-vom-Stein-Straße rundeten das Vorhaben ab.
Vorbild des Projektes war die im Jahr 2007 begonnene Bebauung des ehemaligen Vossloh-Geländes an der Gartenstraße. Dort entstanden ebenfalls sechs viergeschossige Gebäude mit über 60 altengerechten und vom Land geförderten Wohnungen, die zum großen Teil barrierefrei gestaltet wurden. In direkter Nachbarschaft der neuen Wohnungen entstand ein neues Gebäude des Seniorenwohnheims Weststraße. Hierin befindet sich nun ein Altenpflegeheim für 60 Bewohner mit acht Einheiten für betreutes Wohnen.

## Sehenswertes
Die unterschiedlichen Architekturstile des Stadtteils Hasley sowie die ausgedehnten Fußwege in dem Viertel laden zu Spaziergängen ein. Am Bahnhof sowie dem nahegelegenen Rathaus- und Sternplatz in der Innenstadt selbst kann man die massive Entwicklung der umliegenden Stadtteile am besten betrachten. Für Kinder gibt es einige neu gestaltete Spielplätze in dem Stadtteil.

## Verkehrsanbindung

### Bahnverkehr
In der Nähe des Hasley befindet sich der Bahnhof Lüdenscheid, der durch die Volmetal-Bahn eine stündliche Zugverbindung nach Schalksmühle, Hagen, Herdecke und Dortmund sicherstellt.

### Busverkehr
Außerdem liegt der Zentrale Omnibusbahnhof „Sauerfeld ZOB“ der Stadt Lüdenscheid am Rande des Hasley. Von dort aus verkehren Busverbindungen der Märkischen Verkehrsgesellschaft (MVG) und der Busverkehr Ruhr-Sieg (BRS) in alle Stadtteile der Stadt Lüdenscheid sowie in viele weitere Städte in der Umgebung von Lüdenscheid.
Weitere wichtige Bushaltestellen am Rande des Hasley sind: „Kulturhaus“, „Hochstraße“, „Grüner Weg“, „Bräucken“, „Im Hasley“ und „Nattenberg“.

### Straßenverkehr
Die Anbindung an das Bundesautobahnnetz erfolgt über die Abfahrt Nr. 14 Lüdenscheid der Bundesautobahn A45. Die Bundesautobahn A45 selbst führt Richtung Norden nach Hagen und Dortmund sowie in Richtung Süden nach Siegen, Wetzlar, Gießen und Frankfurt am Main. Weitere Alternativanschlussstellen sind die Abfahrten Nr. 13 Lüdenscheid-Nord und Nr. 15 Lüdenscheid-Süd der Bundesautobahn A45. Auch die beiden Bundesstraßen B54 und B229 liegen in der Nähe des Hasley und sind innerhalb weniger Fahrminuten gut erreichbar. Einige Parkplätze innerhalb des Hasley sichern den Autofahrern Parkmöglichkeiten zu.